# Кліпець
Кліпець (до 23 вересня 2008 року — Клипець) — село в Україні, у Семидубській сільській громаді Дубенського району Рівненської області. Населення становить 80 осіб.

## Географія
Село розташоване біля витоку річки Ульки.

## Історія
7 (20) листопада 1917 року, відповідно до Третього Універсалу Української Центральної Ради, увійшло до складу Української Народної Республіки.
12 червня 2020 року, відповідно до розпорядження Кабінету Міністрів України № 722-р від «Про визначення адміністративних центрів та затвердження територій територіальних громад Рівненської області», увійшло до складу Семидубської сільської громади.
19 липня 2020 року, в результаті адміністративно-територіальної реформи та ліквідації  Дубенського (1939—2020) району, село увійшло до складу новоутвореного Дубенського району.